# Związek gmin Müllheim-Badenweiler
Związek gmin Müllheim-Badenweiler – związek gmin (niem. Gemeindeverwaltungsverband) w Niemczech, w kraju związkowym Badenia-Wirtembergia, w rejencji Fryburg, w regionie Südlicher Oberrhein, w powiecie Breisgau-Hochschwarzwald. Siedziba związku znajduje się w miejscowości Müllheim im Markgräflerland, przewodniczącym jego Rene Aleksander Lohs.
Związek zrzesza dwa miasta i trzy gminy wiejskie:
- Auggen, 2 479 mieszkańców, 14,15 km²
- Badenweiler, 3 907 mieszkańców, 13,02 km²
- Buggingen, 3 901 mieszkańców, 15,32 km²
- Müllheim im Markgräflerland, 18 370 mieszkańców, 57,91 km²
- Sulzburg, 2 742 mieszkańców, 22,73 km²